# Полозово (Пермский край)

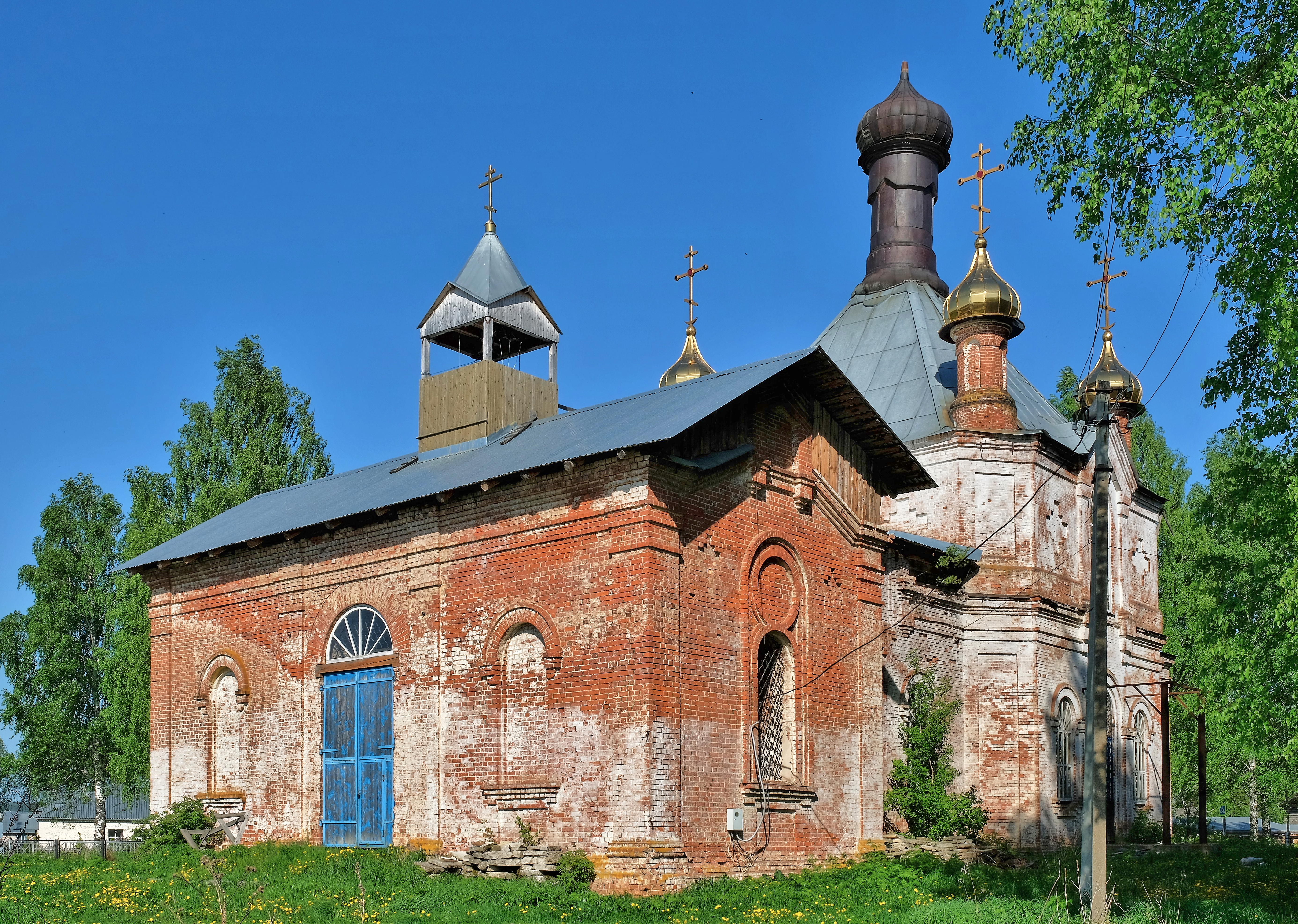
Храм святого равноапостольного великого князя Владимира

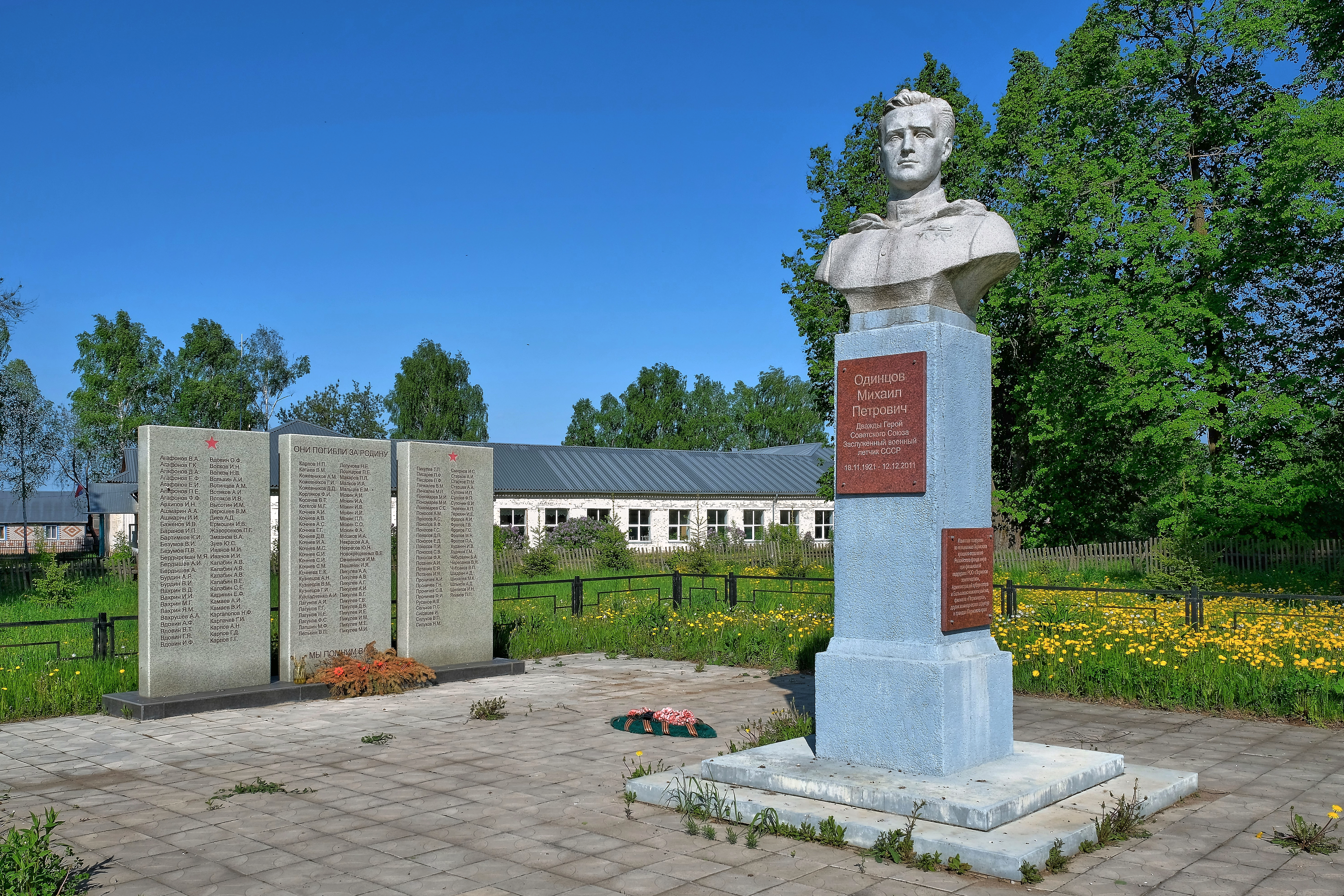
Воинский мемориал и бюст М. П. Одинцова

Полозово — село в Большесосновском районе Пермского края России. Административный центр Полозовского сельского поселения.

## История
Населённый пункт впервые упоминается в письменных источниках в 1748 году. Первоначально — деревня. Основан русскими ясашными крестьянами на землях удмуртов Арской дороги Казанского уезда, платившими налог (ясак) в государственную казну наряду с удмуртами. Во второй половине XVIII века, после приписки их к Воткинскому казенному заводу, они стали именоваться государственными крестьянами. Название Полозово происходит, скорее всего, от прозвища Полоз, которое носил кто-то из основателей селения. 29 января 1774 года близ деревни Полозовой большесосновские крестьяне — сторонники правительства — разбили войско пугачевцев под командой атамана А. Ф. Носкова, численностью 1700 человек.
5 августа 1849 года открыт православный приход и построена часовня. 25 января 1851 года часовня перестроена в деревянную церковь с одним престолом и освящена во имя св. кн. Владимира. В 1867 году открыто земское начальное училище, а в 1885 году построено 2-х этажное деревянное здание школы.
В 1893 году начато строительство нового каменного храма, а 3 декабря 1904 года, он освящен во имя св. кн. Владимира. В 1912 году под руководством настоятеля свщ. Владимира Дьяконова интерьер храма был расписан настенными панно в технике альсекко.
Осенью 1910 года в селе образовано сельскохозяйственное общество Полозовское. Председателем избран учитель А. Н. Плосков, а секретарем священник Владимир Иванович Дьяконов.
В сентябре 1918 года полозовцы поддержали рабочих Воткинского завода поднявших антибольшевистское Ижевско-Воткинское восстание. Под командованием полного георгиевского кавалера полозовца Пантелеймона Васильевича Вдовина был создан партизанский отряд имени Д. С. Дохтурова. После поражения восстания в ноябре 1918 года отряд вместе с Воткинской Народной армией отступил на соединение с Белой армией и под командованием адмирала А. В. Колчака.
С 80-х годов XVIII века до 1924 года Полозово входило в Сарапульский уезд Вятской губернии, затем (с 1924 до июня 1931 года и с января 1935 до ноября 1959 года) — в Черновской район.
В 1931 году здесь был образован колхоз «Ленинский путь», получивший позднее имя А. А. Жданова и просуществовавший до июня 1959 года. 27 ноября 1970 года был создан совхоз «Полозовский». В декабре 1963 года село было электрифицировано.
В 2009 году СХПК «Полозовский» был расформирован в связи с банкротством.
В 2013 году в Полозове открыт мемориал памяти земляку — дважды Герою Советского Союза генерал-полковнику М. П. Одинцову.

## Географическое положение
Расположено на правом берегу реки Сива, при впадении в неё реки Кызылка, примерно в 42 км к юго-западу от центра района, села Большая Соснова.

## Население
| 2010 |
| ---- |
| 269  |

## Улицы[10]
- Больничный пер.
- Заречная ул.
- Заречный пер.
- Новая ул.
- Центральная ул.
- Центральный пер.
- Школьная ул.
- Школьный пер.

## Известные уроженцы
- Михаил Петрович Одинцов — дважды Герой Советского Союза, генерал-полковник авиации[9].
- Петр Федорович Дьяконов — священник РПЦ, священномученик[11]
- Пантелеймон Васильевич Вдовин — полный Георгиевский кавалер, ротмистр, командир эскадрона Воткинского дивизиона армии А. В. Колчака[12]